# Martin Riška
Martin Riška (Žilina, 18 de mayo de 1975) es un ciclista eslovaco que fue profesional desde el año 1999 hasta 2011.

## Palmarés
| 1996 (como amateur) - Campeonato de Eslovaquia en Ruta 1999 - 3.º en el Campeonato de Eslovaquia en Ruta 2002 - Campeonato de Eslovaquia en Ruta - 1 etapa del The Paths of King Nikola - 2.º en el Campeonato de Eslovaquia Contrarreloj 2003 - Campeonato de Eslovaquia en Ruta - 1 etapa del The Paths of King Nikola 2004 - Campeonato de Eslovaquia en Ruta - 1 etapa del Tour de Eslovaquia 2005 - Gran Premio Bradlo - 1 etapa del Tour de Eslovaquia | 2006 - 1 etapa del Istrian Spring Trophy - 1 etapa del Tour de Grecia - Tour de Hungría, más 2 etapas - 3.º en el Campeonato de Eslovaquia en Ruta - 3.º en el Campeonato de Eslovaquia Contrarreloj 2007 - Campeonato de Eslovaquia en Ruta - 1 etapa del Tour de Hungría - 2 etapas del Bałtyk-Karkonosze Tour 2008 - 1 etapa del Tour de Hungría |